# Viktor Grigorev
Viktor Antonovitsj Grigorev (Russisch: Виктор Антонович Григорьев) (Moskou, 9 januari 1908 – Moskou, 1 februari 1969) was een basketbalspeler en basketbalcoach uit de Sovjet-Unie.

## Carrière
Grigorev studeerde aan de Russische Staats Universiteit voor lichamelijke opvoeding, sport, jeugd en toerisme in Moskou (GTSOLIFK). Hij speelde in 1923 voor het jeugdteam van OPPV Moskou. In 1928 speelde Grigorev voor Team Moskou dat in 1928 Landskampioen van de Sovjet-Unie werd. In 1938 begon Grigorev zijn professionele loopbaan als coach bij de "Legerploeg" van CSKA Moskou. Daarmee werd Grigorev een keer Landskampioen van de Sovjet-Unie in 1945. In 1946 werd hij tweede om het landskampioenschap en in 1947 derde. In 1948 werd hij zevende. In 1957 kreeg hij de onderscheiding Geëerde Coach van de Sovjet-Unie.
Hij overleed op 1 februari 1969. Grigorev werd begraven op de Vvedenskoye begraafplaats in Moskou.

## Erelijst
(speler):
- Landskampioen Sovjet-Unie: 1
  - Winnaar: 1928

(coach):
- Landskampioen Sovjet-Unie: 1
  - Winnaar: 1945
  - Tweede: 1946
  - Derde: 1947